# Vita Edwardi Secundi
Vita Edwardi Secundi (en català: Vida d'Eduard II) és una crònica en llatí escrita per un historiador medieval anglès anònim, que era contemporani a Eduard II d'Anglaterra, probablement a l'any 1326. Abarca el període que es troba entre els anys 1307 i 1326. La més antiga versió de la Vita és una còpia feta per Thomas Hearne, d'un manuscrit que li va deixar James West, la còpia data de l'any 1729. Es creu que l'original es va cremar alguns anys més tard juntament amb molts altres documents pertanyents a West. Se sap que el manuscrit procedeix de l'abadia benedictina de Malmesbury, pero no se sap si l'obra va ser escrita allà.
L'autor és desconegut, però a partir del seu treball es poden inferir aspectes del seu caràcter. A causa de l'ús de cites de la Bíblia i de les referències fetes al Codi Civil de l'època, es creu que eran una persona que va rebre una bona educació. Es probable que es tractés d'una persona d'edat avançada, degut a la seva aparent mort a l'any 1326 i a la seva desesperança "pels joves d'avui en dia". Un candidat popular a l'autoria de la Vita és un advocat d'Herefordshire i treballador del comte John Walwayn. La més recent teoria sobre la data en el que va ser escrit fou presentala pel professor C. J. Given-Wilson. El professor pensa que la Vita va ser escrita en intèrvals durant el regnat d'Eduard, aquesta teoria rep suport per la aparent falta de coneixement dels fets futurs mostrada per l'autor en diferents etapes de la seva obra.

## Edicions
- Noël Denholm-Young, ed. (1957). The Life of Edward the Second, by the So-Called Monk of Malmesbury. Londres: Nelson.
- W.R. Childs, ed. (2005). Vita Edwardi Secundi. Oxford: Oxford University Press. ISBN 0-19-927594-7.